# Nordenfjeldske Kunstindustrimuseum
Nordenfjeldske Kunstindustrimuseum er et museum i Trondheim, Norge, der grundlagt i 1893. Museet har samlinger af ældre og nyere kunsthåndværk, hvoraf ca. 15 % er udstillet i museets lokaler i Munkegata. Museet er en del af Museerne i Sør-Trøndelag.
Museets vision er at «Nordenfjeldske Kunstindustrimuseum skal være et levende museum som placerer norsk og nordisk kunsthåndværk i en international kontekst.»
Museumsbygningen, som ligger i Munkegata et kort stykke fra fra Nidarosdomen, er bygget i 1968 og tegnet af Herman Krag Arkitektkontor.

## Udstilling
Museet er fordelt på tre etager, hvoraf underetagen er viet de stilhistoriske samlingene, bl.a. trønderske sølvarbejde fra 16- og 1700-tallet og norsk glasarbejde fra 1700-tallet. I 1907 designede den belgiske arkitekt Henri van der Velde et interiør til museet som i dag danner kernen i en rig art nouveau-udstilling. Den moderne samling omfatter bl.a. Scandinavian Design fra 1950-1965, en smykkesamling, samt over 20 billedtæpper af Hannah Ryggen.